# Melomantis africana
Melomantis africana es una especie de mantis de la familia Iridopterygidae.

## Distribución geográfica
Se encuentra en Kenia, Sierra Leona y Tanzania.